# Bâgé-Dommartin
Bâgé-Dommartin ist eine französische Gemeinde mit 4.057 Einwohnern (Stand: 1. Januar 2022) im Département Ain in der Region Auvergne-Rhône-Alpes. Sie gehört zum Arrondissement Bourg-en-Bresse und zum Kanton Replonges. 
Sie entstand als Commune nouvelle mit Wirkung vom 1. Januar 2018 durch die Zusammenlegung der die bisherigen Gemeinden Bâgé-la-Ville und Dommartin, die in der neuen Gemeinde den Status einer Commune déléguée haben. Der Verwaltungssitz befindet sich in Bâgé-la-Ville.

## Geographie
Bâgé-Dommartin liegt etwa acht Kilometer ostnordöstlich von Mâcon im Herzen der Bresse. Das Gemeindegebiet wird im Süden vom Flüsschen Loëze durchquert, an der nordöstlichen Gemeindegrenze verläuft der Bief de Rollin. Umgeben wird Bâgé-Dommartin von den Nachbargemeinden Chevroux und Boissey im Norden, Marsonnas, Saint-Sulpice und Saint-Didier-d’Aussiat im Osten, Saint-Genis-sur-Menthon im Südosten, Saint-Cyr-sur-Menthon im Süden, Saint-Jean-sur-Veyle im Süden und Südwesten, Saint-André-de-Bâgé und Bâgé-le-Châtel im Südwesten, Replonges im Westen und Südwesten, Feillens im Westen sowie Manziat im Nordwesten.

## Bevölkerungsentwicklung
| Jahr                                                            | 1962 | 1968 | 1975 | 1982 | 1990 | 1999 | 2006 | 2012 | 2020 |
| Einwohner                                                       | 2070 | 1981 | 1883 | 2113 | 2496 | 3070 | 3379 | 4002 | 4068 |
| Quellen: Cassini und INSEE; bis 2012 Addition der Teilgemeinden |      |      |      |      |      |      |      |      |      |

## Sehenswürdigkeiten
- Kirche Saint-Michel in Bâgé-la-Ville
- Kirche Saint-Blaise in Dommartin
- Kapelle Épaisse  in Bâgé-la-Ville, Monument historique seit 1982
- Kapelle Aigrefeuille in Bâgé-la-Ville
- Schloss Raponnet in Bâgé-la-Ville aus dem 18. Jahrhundert
- Schloss Montépin in Bâgé-la-Ville aus dem 13. Jahrhundert
- Schloss La Griffonière
- Wehrhaus La Pérouse in Dommartin aus dem 16. Jahrhundert

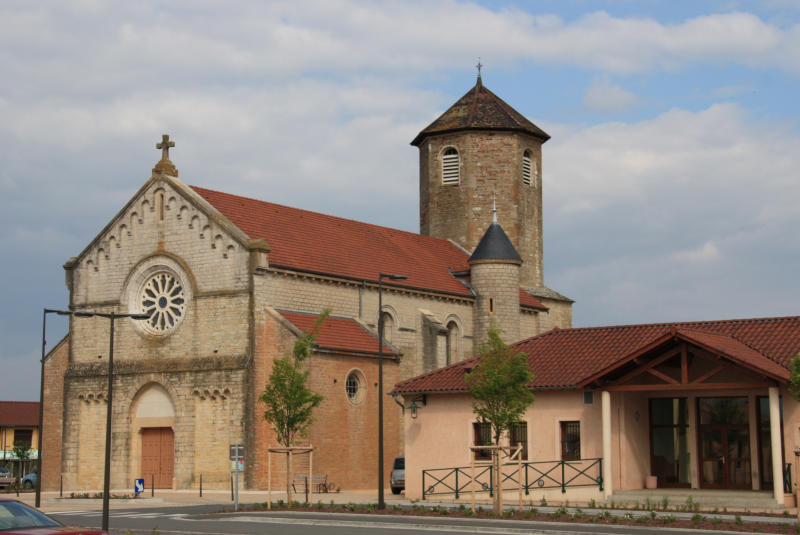
Kirche Saint-Michel
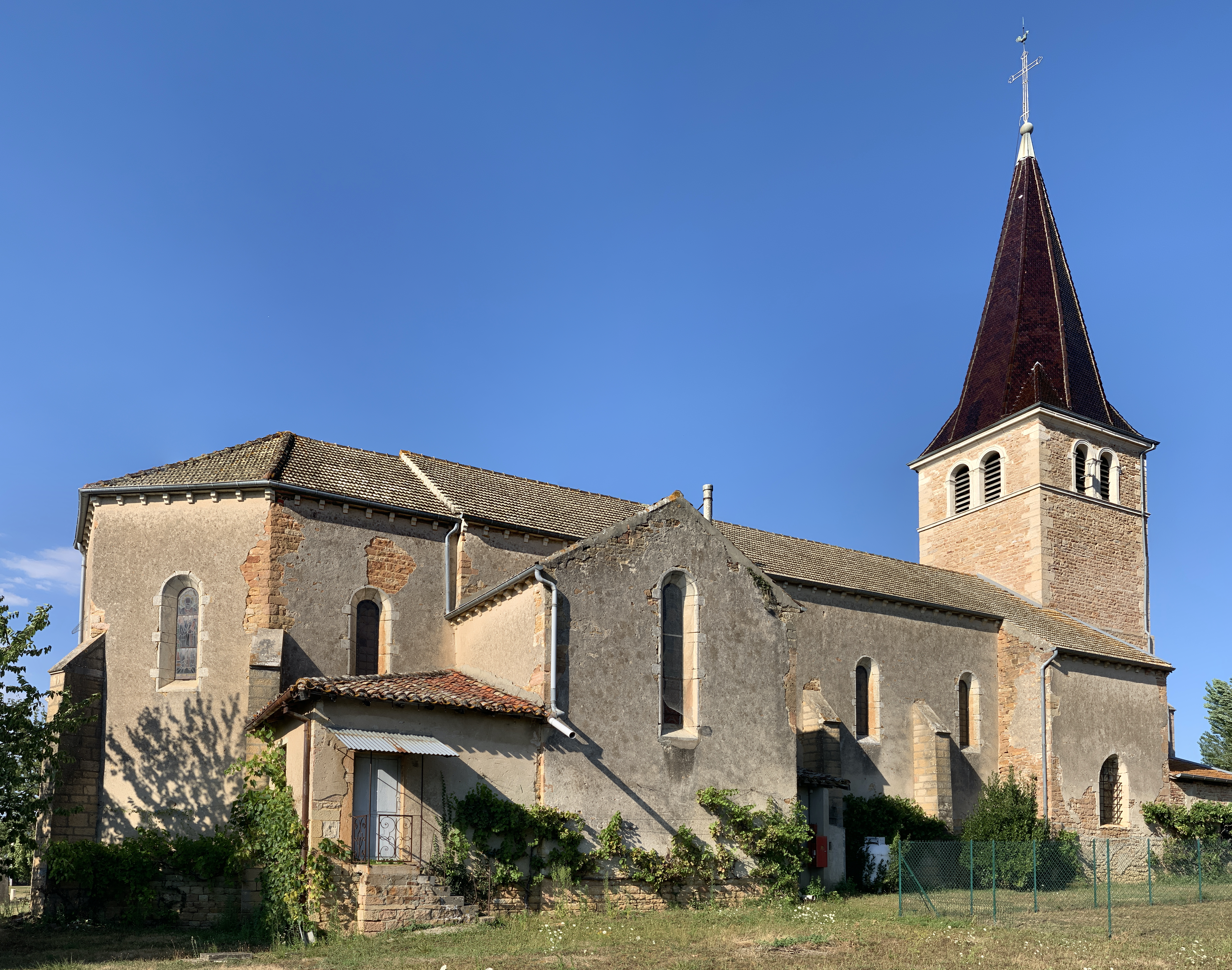
Kirche Saint-Blaise
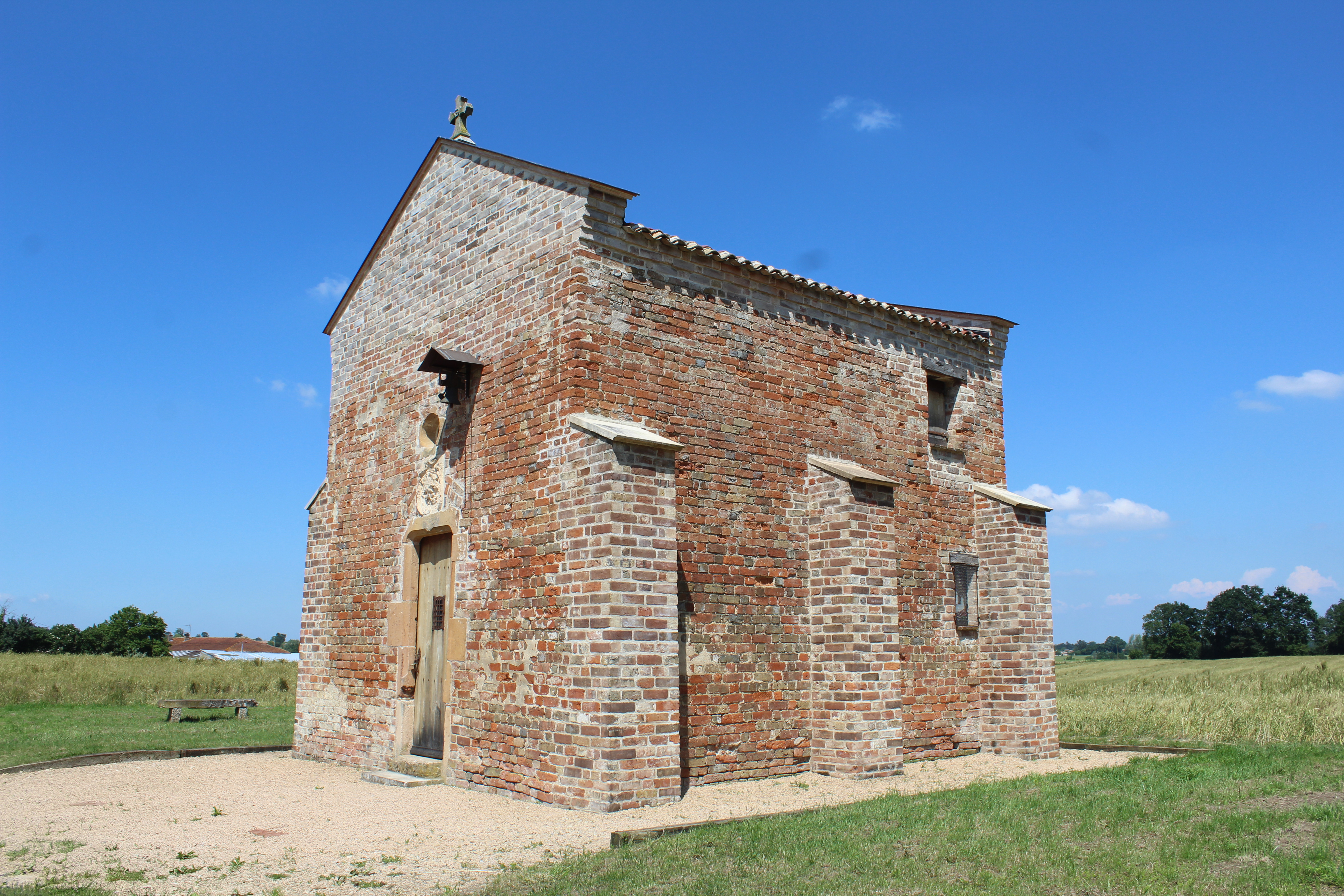
Kapelle von Aigrefeuille
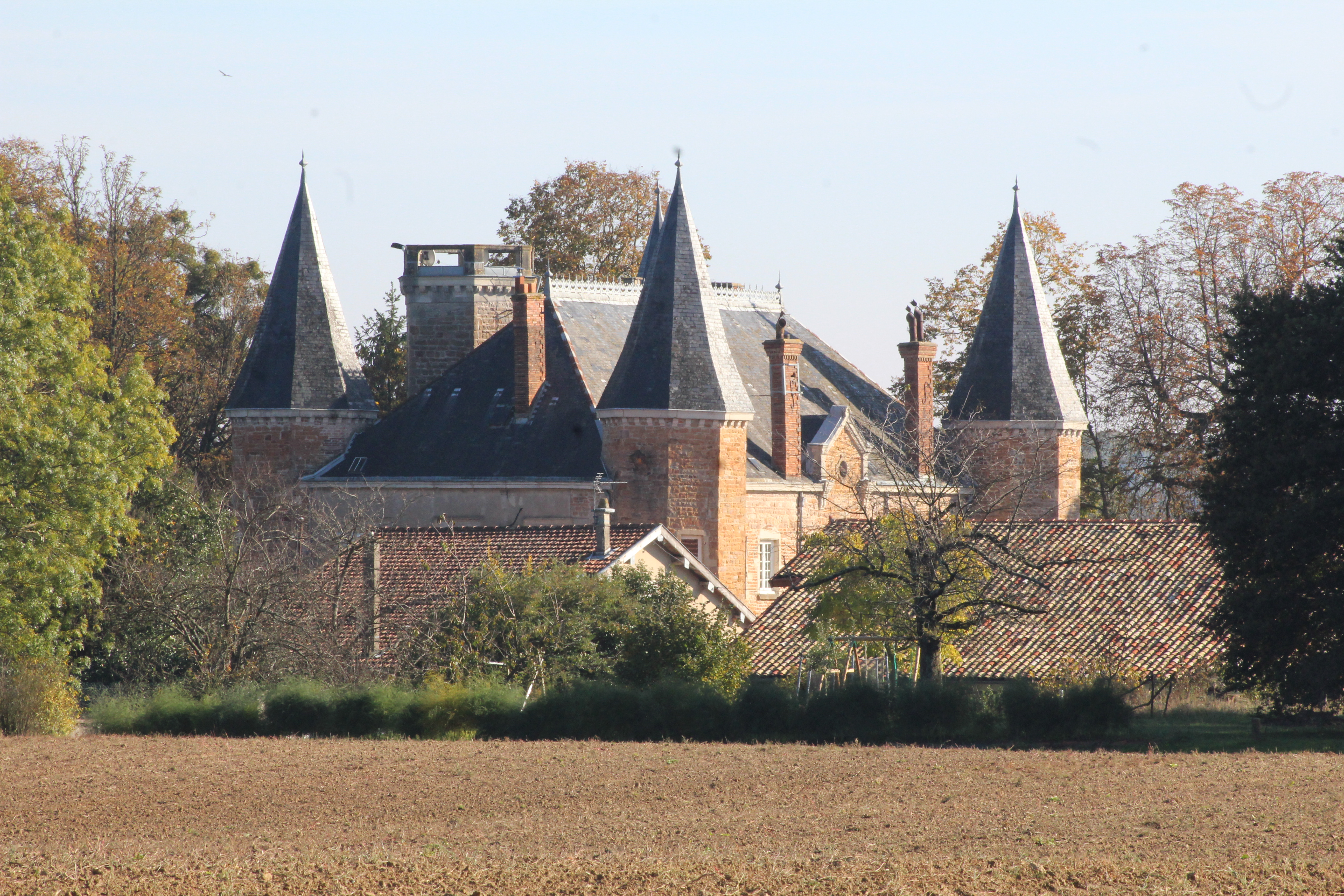
Schloss La Griffonière
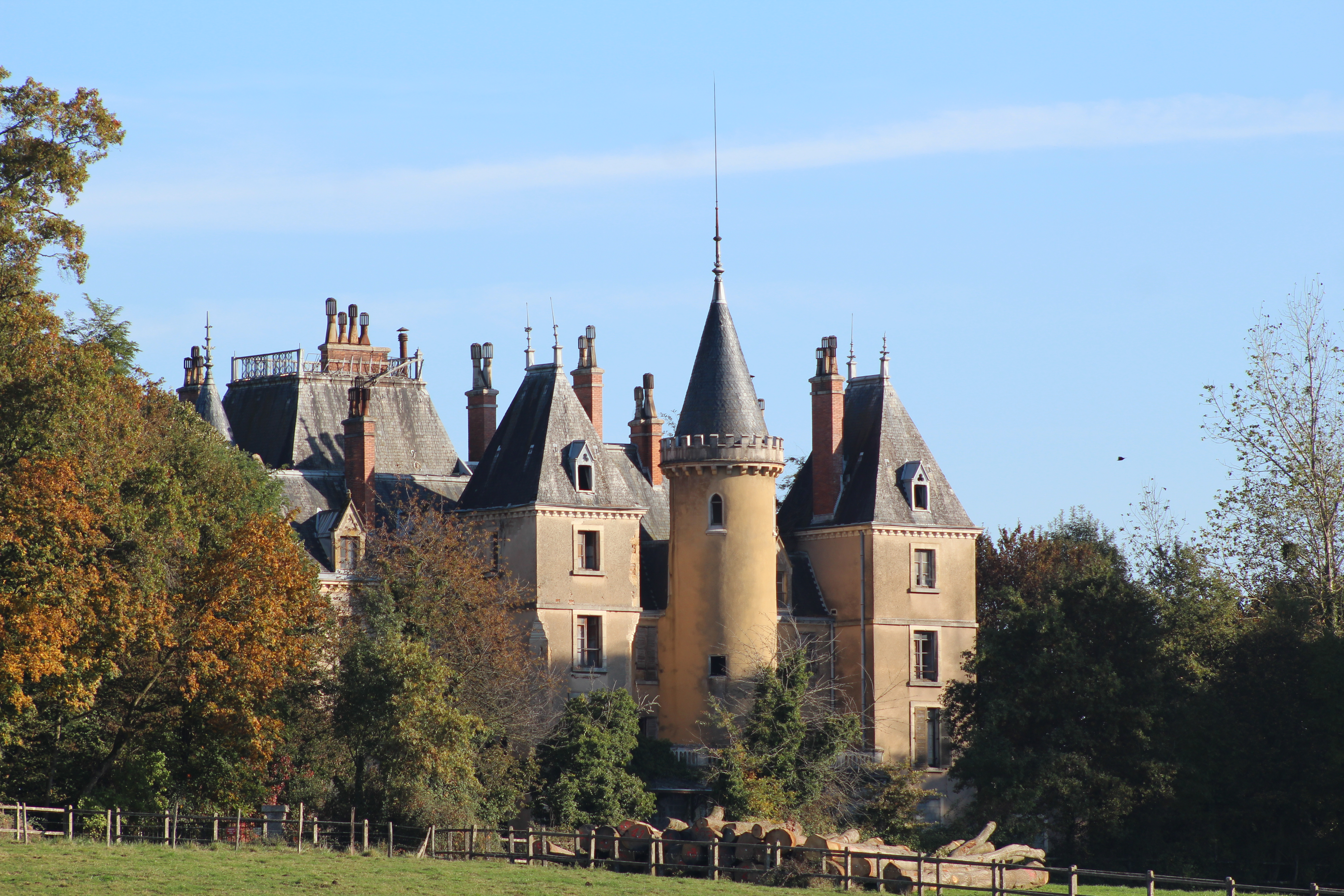
Schloss Montépin

## Persönlichkeiten
- Louis Duret (1527–1586), Leibarzt von Karl IX. und Heinrich III. von Frankreich, in Bagé-la-Ville geboren